# شهاب‌الدین خیوقی
شهاب‌الدین خیوقی یا امام شهاب‌الدین ابوسعد بن عمر خیوقی از فقیهان و مدرسین معروف خوارزم و از محترمین آن دیار بود.در آنجا در سال ۶۱۸ ه ق به دست مغولان مقتول شد.
سلطان محمد خوارزمشاه قبل از آنکه فرستادگان چنگیز را به قتل برساند. شورایی از امیران خود ترتیب داد تا در کار مغول بیندیشند. امام شهاب الدین خیوقی نزد سلطان محمد خوارزمشاه تقرب فوق العاده داشت گفت: صلاح آنست که به اطراف نامه نوشته شود و برای دفاع بلاد اسلام لشکر فراهم گردد و در کنار رود سیحون از عبور مغول جلوگیری شود. ولی امرای خوارزمشاه این تدبیر را نپسندیدند و گفتند: بهتر آن است که مغولان به ماوراءالنهر بیایند و به تنگناهای سخت برسند. آنوقت چون ایشان راه‌ها را درست نمی‌شناسند بر ایشان میتازیم و عدهٔ دیگر پیشنهاد دیگری کردند. به‌هرحال سلطان به مصلحت اندیشی شهاب‌الدین خیوقی توجهی نکرد و نقشه ماوراءالنهر را پذیرفت لشکر خود را پراکنده کرد و به انتظار مغول نشست.